# Galeus gracilis
Galeus gracilis,  vrsta malenog morskog psa iz reda kučkova. Živi u Indijskom oceanu i zapadnom Pacifiku sjeverno od Australije, na dubinama između 290 - 470 metara.
Naraste maksimalno do 34 cm dužine, i za ljude je bezopasan. Ostali podaci su oskudni. Nije poznat način razmnožavanja.